# Pakadiya Chikani
Pakadiya Chikani (nep. पकाडिया चिकनी) – gaun wikas samiti w środkowej części Nepalu w strefie Narajani w dystrykcie Bara. Według nepalskiego spisu powszechnego z 2001 roku liczył on 526 gospodarstw domowych i 3912 mieszkańców (1889 kobiet i 2023 mężczyzn).